# Parlamentarni izbori u Kraljevini SHS 1925.
Izbori 1925. u Kraljevini SHS za Skupštinu.
| Stranke i koalicije                     | Stranke i koalicije                     | Glasova   | Postotak | Zastupničkih mjesta | Pomak |
| --------------------------------------- | --------------------------------------- | --------- | -------- | ------------------- | ----- |
| Narodna radikalna stranka               | Narodna radikalna stranka               | 702.573   | 28,8%    | 123                 | +15   |
| Hrvatska republikanska seljačka stranka | Hrvatska republikanska seljačka stranka | 545.466   | 22,2%    | 67                  | -3    |
| Nacionalni blok (SDS-NRS)               | Nacionalni blok (SDS-NRS)               | 328.796   | 14,0%    | 39                  | +39   |
| Demokratska stranka                     | Demokratska stranka                     | 279.686   | 11,8%    | 36                  | -15   |
| Jugoslavenska muslimanska organizacija  | Jugoslavenska muslimanska organizacija  | 132.296   | 5,4%     | 15                  | -3    |
| Zemljoradnička stranka                  | Zemljoradnička stranka                  | 117.922   | 4,8%     | 4                   | -3    |
| Slovenska ljudska stranka               | Slovenska ljudska stranka               | 105.304   | 4,3%     | 20                  | +20   |
| Njemačka stranka (Partei der Deutschen) | Njemačka stranka (Partei der Deutschen) | 45.172    | 1.9%     | 5                   | +5    |
| Samostalna kmetijska stranka            | Samostalna kmetijska stranka            | 12.332    | 0,5%     | 1                   | -     |
| Crnogorska stranka                      | Crnogorska stranka                      | 8.873     | 0,3%     | 3                   | +1    |
| ostali                                  | ostali                                  | 159.177   | 6,0%     | 0                   | -     |
| Ukupno                                  | Ukupno                                  | 2.437.597 | 100%     | 315                 | +3    |

## Zastupnici
- Sekula Drljević - Crnogorska federalistička stranka
- Mihailo Ivanović - Crnogorska federalistička stranka